# Arquebisbat de Chieti-Vasto

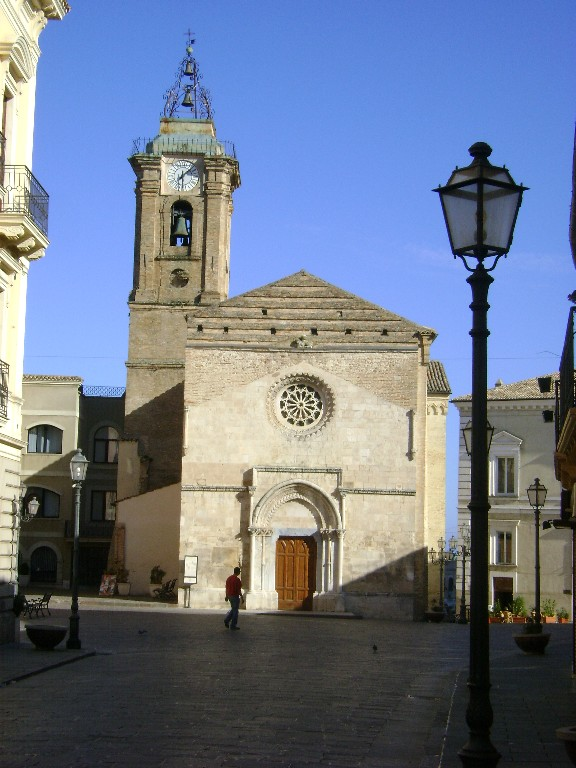
La cocatedral de San Giuseppe a Vasto

L'arquebisbat de Chieti-Vasto (italià: Arcidiocesi di Chieti-Vasto; llatí: Archidioecesis Theatina-Vastensis) és una seu metropolitana de l'Església catòlica que pertany a la regió eclesiàstica Abruços-Molise. El 2006 sumava amb 305.882 batejats al voltant de 312.982 habitants. Actualment està dirigida per l'arquebisbe Bruno Forte.
Els patrons són sant Justí (per Chieti) i sant Miquel Arcàngel (per Vasto); la Mare de Déu dels Miracles, venerada al santuari de Casalbordino, n'és la copatrona.

## Territori
El territori de l'arxidiòcesi està format per 92 municipis abrucencs, 79 a la província de Chieti i 13 a la província de Pescara.
La seu arxiepiscopal es troba a la ciutat de Chieti, on es troba la catedral, inicialment dedicada a sant Tomàs apòstol. Va ser reconsagrada i dedicada a sant Justí pel bisbe Attone I, el 5 de novembre de 1069. A Vasto es troba la cocatedral de sant Josep.
Està dividit en 157 parròquies. Les parròquies estan agrupades en 10 zones pastorals: Atessa, Casoli, Chieti, Chieti Scalo, Fossacesia-Casalbordino, Francavilla al Mare, Gissi, Guardiagrele, Scafa i Vasto.

## Història
El cristianisme va arribar a aquestes terres molt aviat, probablement a la darreria de l'època apostòlica, però l'existència al territori d'una estructura eclesial ben definida és testificada per documents només des del pontificat del Papa Gelasi I (492 - 496): la tradició que atribueix al sant bisbe Justí (segles III-IV) la fundació de la diòcesi, encara que recolzat pel fet que ell és el titular de l'església catedral, almenys des del segle ix, va ser documentat per primera vegada en documents bastant més posteriors (segle xv).

### L'edat mitjana
Entre els bisbes més antics hi ha testimonis de Quinto, qui va intervenir en un sínode celebrat a Roma el 499, i Barbato, esmentat en una carta de sant Gregori el Gran del 594: cap altre fins al segle ix, quan es documenten Teodoric I, que al 840 va celebrar un sínode per reclamar a la canònica l'observança de la vida comuna i va crear per a ells un capítol (dedicat a Sant Tomàs) a la catedral, i Lupo I, que al 844 va assistir a la coronació de Lluís II el jove feta per Sergi II.
Al segle ix, el bisbe de Chieti començà a estendre la seva autoritat a les altres grans ciutats del territori (Ortona, Vasto) i al llarg dels Abruços sud-orientals, però va haver d'enfrontar al poder de les grans abadies de la Itàlia centro-meridional (la primera va ser Montecassino) que posseïa diversos feus a la zona exempts de la jurisdicció episcopal. Entre els segles XII i xiv, a través de donacions de terres i feus, al càrrec de bisbe de Chieti se li llegaren també els títols de baró de Villamagna, Orni, Forcabobolina e Astignano i, més tard, fins i tot el de comte de Chieti .
A partir del segle xiii van florir a les diòcesis els grans ordes mendicants i, en paral·lel, es desenvolupà un significatiu moviment eremític, l'exponent més famós va ser Pietro de Morrone (el futur Papa Celestí V), que en 1254 va fundar a Roccamorice l'Ermita de l'Esperit Sant a Majella, el primer nucli de la congregació de monjos celestins.

### L'edat moderna
Durant els segles següents la seu episcopal de Chieti va aconseguir un cert prestigi i va començar a ser disputada per les principals famílies del Regne de Nàpols. El 1505 Giampietro Carafa (més tard papa amb el nom de Pau IV) va obtenir gràcies al seu oncle Oliviero el govern de la diòcesi: quan va fundar amb Gaetano di Thiene l'ordre dels Clergues Regulars, els va donar el nom de Teatins pel nom llatí de la seva diòcesi; també els fundadors de dos dels nous ordes de la Contrareforma, Francesco Caracciolo dels Clergues Regulars Menors i Camil de Lellis dels Ministres dels Malalts, eren originaris de la diòcesi (respectivament de Vila Santa Maria i Bucchianico).
A principi del segle xvi Chieti va perdre el territori de la novament constituïda diòcesi de Lanciano (27 d'abril de 1515), però amb la butlla Super universas (1 de juny de 1526) del Papa Climent VII va ser elevada al rang d'arxidiòcesi metropolitana i van ser assignats com a sufragànies Penne, Atri i la mateixa Lanciano. Chieti aviat va perdre totes les diòcesis sufragànies: primer Penne i Atri, va tornar al sotmetiment immediat pel Papa Pau III per la butlla Inter cetera (18 de juliol de 1539), a continuació, Lanciano, que va ser elevada a arxidiòcesi pel Papa Pius IV en 1562; Pius V va restaurar llavors la diòcesi d'Ortona (20 d'octubre de 1570) i la declarà subjecta a Chieti, així com, posteriorment, la de Campli (12 de maig de 1600).

### Els darrers segles
Amb la reforma de les circumscripcions eclesiàstiques realitzada pel papa Pius VII (27 de juny de 1818), amb la butlla De utiliori, la diòcesi d'Ortona es va unir amb la de Lanciano, la de Campli va ser suprimida i Chieti va tornar a quedar-se sense sufragànies.
Per posar remei al problema, a petició del rei Ferran II i el marquès de Vasto Alfonso d'Avalos, Pius IX mitjançant la butlla Adeo late dioecesanum Teatini (20 de maig de 1853) va substraure de l'arxidiòcesi de Chieti la ciutat de Vasto i el seu districte, l'erigí en bisbat i va convertir la col·legiata de Sant Giuseppe en catedral. La nova diòcesi va ser encomanada sota l'administració perpètua a l'arquebisbe de Chieti. Per a les oficines de la cúria i el seminari, es va recuperar l'antic Col·legi dels Clergues Regulars de la Mare de Déu.
Des del 17 de febrer de 1940 al 26 de juny de 1948 la seu de Vasto, que havia canviat el seu nom a Istonio, va prendre el nom llatí de dioecesis Histoniensis. Amb l'erecció de l'arxidiòcesi de Pescara-Penne (1 de juliol de 1949), la diòcesi va perdre el territori d'algunes parròquies situades al marge dret del riu Aterno, que marcava la frontera amb l'antiga diòcesi de Penne.
Amb la butlla Fructuosae ecclesiae del 2 de març de 1982, el Papa Joan Pau II va tornar a assignar l'Església Metropolitana de Chieti com sufragània Lanciano (encara que es va mantenir la dignitat arquebisbal) i Ortona (encara que unida a Lanciano). El 24 d'agost de 1982, per decret del cardenal Sebastiano Baggio, prefecte de la Congregació per als Bisbes, el districte eclesiàstic de Vasto va deixar d'estar sota l'administració perpètua i es va unir aeque principaliter a Chieti; com a primer bisbe va ser nomenatVincenzo Fesol, qui va assumir com el títol d'Arquebisbe de Chieti i bisbe de Vasto.
Finalment, el 30 de setembre de 1986, amb el decret Instantibus votis de la Congregació per als Bisbes, es va establir la unió plena de les dues diòcesis de Chieti i Vasto i el nou districte eclesiàstic va assumir el seu nom actual: Arxidiòcesi de Chieti-Vasto .
El 7 d'octubre de 1989, l'arquebisbe Antonio Valentini, executant el decret que establia, juntament amb la unió plena de les dues diòcesis de Chieti i Vast, la constitució a l'església catedral de Chieti de l'únic capítol catedralici, dictaminant que el capítol metropolità estigués compost per 12 sacerdots i presidits per un canonge amb el títol de president: a les celebracions corals, els canonges usen la sotana negre, el roquet i la musseta de color carmesí.
El 31 de maig de 2010 la parròquia de Maria Santissima Madre di Dio, en la pedania Pretaro (Francavilla al Mare), es va separar de l'arxidiòcesi de Pescara-Penne i va ser agregada a la de Chieti-Vasto.

## Cronologia episcopal

### Seu de Chieti
- San Giustino ? †
- San Flaviano ? †
- San Siro ? †
- San Jansone ? †
- San Zenone ? †
- San Panfilo ? †
- San Leone ? †
- San Severino ? †
- San Germano ? †
- San Vincenzo ? †
- Sant'Urbano ? †
- Quinto † (citat el 499)
- Barbato † (citat el 594)
- Sant'Eleuterio ? †
- Teodorico I † (citat el 840)
- Lupo I † (citat el 844)
- Pietro I † (citat el 853)
- Teodorico II † (abans de 880 - 6 de juny de 888 mort)
- Atinolfo † (citat el 904 aproximadament)
- Rimo † (prima del 962 - 12 d'agost de 964 ? mort)
- Liudino † (965 aproximadament - 9 de març de 1008 mort)
- Lupo II † (1008 - ?)
- Arnolfo † (citat el 1049 aproximadament)
- Attone I de' Conti dei Marsi † (1056 - 1071 mort)
- Celso † (1073 - aproximadament 1078 mort)
- Rainolfo † (1078 - 1105 mort)
- Ruggero † (citat el 1107)
- Guglielmo I † (1107 - 6 de juny de 1115 o 1117 mort)
- Andrea I † (1118 - 1118 mort)
- Gerardo † (3 de juny de 1118 - 1125 mort)
- Attone II † (1125 - 1130 o 1137 mort)
- Rustico † (1137 - 1140 mort)
- Alanno † (1140 - 1150)[5]
- Andrea II † (1150 - aproximadament 1190 mort)
- Pietro II † (citat el 1191)
- Bartolomeo † (1192 - 1227 mort)
- Rainaldo † (1228 - 1234 mort)
- Gregorio di Poli † (1234 - 1251)
- Landolfo Caracciolo † (11 de gener de 1252 - 1252 o 1254 mort)
- Alessandro de Frescarosa da Capua † (5 de setembre de 1252[6] - 1262 mort)
- Nicola da Fossa † (27 de juny de 1262 - 1282 mort)
- Tommaso † (31 de març de 1286 - 1294 mort)[7]
- Rinaldo, O.P. † (17 d'abril de 1295 - 1303 mort)
- Mattia † (29 de maig de 1303 - 1303 mort)
- Pietro III † (19 de juliol de 1303 - 1320 mort)
- Raimondo de Mausaco, O.Min. † (21 de febrer de 1321 - 21 de febrer de 1326 nomenat bisbe de Aversa)
- Giovanni Crispano de Rocca † (21 de febrer de 1326 - 1335 mort)
- Pietro Ferri † (10 de maig de 1336 - 17 de novembre de 1336 mort)
- Beltramino Paravicini † (14 de desembre de 1336 - 24 de novembre de 1339 nomenat bisbe de Como)
- Guglielmo Capoferro † (17 de març de 1340 - 1352 mort)
- Bartolomeo Papazzurri, O.P. † (24 de maig de 1353 - 21 de juliol de 1363 nomenat arquebisbe de Patrasso)
- Vitale da Bologna, O.S.M. † (21 de juliol de 1363 - 1373 mort)
- Eleazario da Sabrano † (5 de setembre de 1373 - 18 de setembre de 1378 dimití)
  - Tommaso † (10 de novembre de 1378 - ?) (antibisbe)
- Giovanni da Comino, O.S.B.Coel. † (19 de març de 1379 - 1396 mort)
- Guglielmo Carbone † (18 d'agost de 1396 - 1418 mort)
- Nicola Viviani † (1 de febrer de 1419 - 6 de novembre de 1428 mort)
- Marino de Tocco † (7 de gener de 1429 - 1438 mort)
  - Giovanni Battista della Buona † (20 d'octubre de 1438 - 1445 dimití) (bisbe electe)
- Colantonio Valignani † (15 de març de 1445 - 1488 mort)
  - Alfons d'Aragó † (28 de febrer de 1488 - 16 de novembre de 1496 dimití) (bisbe electe)
- Giacomo Bacio Terracina † (16 de novembre de 1496 - 1499 mort)
  - Oliviero Carafa † (2 de febrer de 1500 - 20 de desembre de 1501 dimití) (administrador apostòlic)
- Bernardino Carafa † (20 de desembre de 1501 - 1 d'abril de 1505 nomenat arquebisbe de Nàpols)
- Gian Pietro Carafa † (30 de juliol de 1505 - 20 de desembre de 1518 nomenat arquebisbe de Bríndisi)
  - Gian Pietro Carafa † (20 de desembre de 1518 - 24 d'agost de 1524 dimití, després nomenat papa amb el nom de Pau IV) (administrador apostòlic)
- Felice Trofino † (24 d'agost de 1524 - 1527 mort)
- Guido de' Medici † (3 de gener de 1528 - 1537 mort)
- Gian Pietro Carafa † (20 de juny de 1537 - 22 de febrer de 1549 nomenat arquebisbe de Nàpols)
- Bernardino Maffei † (9 de novembre de 1549 - 16 de juliol de 1553 mort)
- Marcantonio Maffei † (17 de juliol de 1553 - 14 de gener de 1568 dimití)
- Giovanni Oliva † (14 de gener de 1568 - 1577 mort)
- Girolamo Leoni † (30 d'octubre de 1577 - 1578 mort)
- Cesare Busdrago † (11 d'agost de 1578 - octubre de 1585 mort)
- Giovanni Battista Castrucci † (21 d'octubre de 1585 - 20 de març de 1591 dimití)
- Orazio Sanminiato † (20 de març de 1591 - 29 de gener de 1592 mort)
- Matteo Sanminiato † (4 de març de 1592 - de febrer de 1607 mort)
- Anselmo Marzato, O.F.M.Cap. † (12 de febrer de 1607 - 17 d'agost de 1607 mort)
- Orazio Maffei † (3 de setembre de 1607 - 11 de gener de 1609 mort)
- Volpiano Volpi † (11 de març de 1609 - 16 de desembre de 1615 dimití)
- Paolo Tolosa, C.R. † (16 de desembre de 1615 - 3 d'octubre de 1618 mort)
- Marsilio Peruzzi † (26 de novembre de 1618 - 7 de gener de 1631 mort)
- Antonio Santacroce † (10 de març de 1631 - 9 de juny de 1636 nomenat arquebisbe d'Urbino)
- Stefano Sauli † (10 de novembre de 1638 - 10 de febrer de 1649 mort)
- Vincenzo Rabatta † (9 de desembre de 1649 - 21 de novembre de 1653 mort)
- Angelo Maria Ciria, O.S.M. † (1 de juny de 1654 - 4 d'abril de 1656 mort)
- Modesto Gavazzi, O.F.M.Conv. † (19 de febrer de 1657 - 6 de març de 1657 mort)
- Niccolò Radulovich † (10 de març de 1659 - 27 d'octubre de 1702 mort)
- Vincenzo Capece † (23 d'abril de 1703 - de febrer de 1722 mort)
- Filippo Valignani, O.P. † (20 d'abril de 1722 - de febrer de 1737 mort)
- Michele Palma † (6 de maig de 1737 - 23 de març de 1755 mort)
- Nicola Sanchez de Luna † (21 de juliol de 1755 - 9 d'abril de 1764 nomenat arquebisbe, a títol personal, de Nola)
- Francesco Brancia † (9 d'abril de 1764 - 7 de gener de 1770 mort)
- Luigi del Giudice, O.S.B.Coel. † (12 de març de 1770 - 1790 mort)
- Andrea Mirelli, O.S.B. † (27 de febrer de 1792 - 22 de juliol de 1795 mort)
- Francesco Saverio Bassi, O.S.B.Coel. † (18 de desembre de 1797 - 26 de març de 1821 mort)
- Carlo Maria Cernelli † (19 d'abril de 1822 - 18 de maig de 1837 mort)
- Giosuè Maria Saggese, C.SS.R. † (17 de setembre de 1838 - 24 d'abril de 1852 mort)

### Seu de Chieti i Vasto
- Michele Manzo † (27 de setembre de 1852 - 7 de març de 1856 mort)
- Luigi Maria de Marinis † (18 de setembre de 1856 - 27 d'agost de 1877 mort)
- Fulco Luigi Ruffo-Scilla † (28 de desembre de 1877 - 23 de maig de 1887 dimití)
- Rocco Cocchia, O.F.M.Cap. † (23 de maig de 1887 - 19 de desembre de 1900 mort)
- Gennaro Costagliola, C.M. † (15 d'abril de 1901 - 15 de febrer de 1919 mort)
- Nicola Monterisi † (15 de desembre de 1919 - 5 d'octubre de 1929 nomenat arquebisbe de Salern)
- Giuseppe Venturi † (18 de febrer de 1931 - 11 de novembre de 1947 mort)
- Giovanni Battista Bosio † (24 de juliol de 1948 - 25 de maig de 1967 mort)
- Loris Francesco Capovilla (26 de juny de 1967 - 25 de setembre de 1971 nomenat prelat de Loreto)
- Vincenzo Fagiolo † (20 de novembre de 1971 - 15 de juliol de 1984 dimití)
- Antonio Valentini † (31 de desembre de 1984 - 30 de setembre de 1986 nomenat arquebisbe de Chieti-Vasto)

### Seu de Chieti-Vasto
- Antonio Valentini † (30 de setembre de 1986 - 30 de setembre de 1993 jubilat)
- Edoardo Menichelli (10 de juny de 1994 - 8 de gener de 2004 nomenat arquebisbe d'Ancona-Osimo)
- Bruno Forte, dal 26 de juny de 2004

## Estadístiques
A finals del 2006, l'arxidiòcesi tenia 305.882 batejats sobre una població de 312.982 persones, equivalent al 97,7% del total.
| any  | població | població | població | sacerdots | sacerdots       | sacerdots       | sacerdots             | diaques | religiosos | religiosos | parroquies |
| ---- | -------- | -------- | -------- | --------- | --------------- | --------------- | --------------------- | ------- | ---------- | ---------- | ---------- |
| any  | batejats | total    | %        | total     | clergat secular | clergat regular | batejats por sacerdot | diaques | homes      | dones      |            |
| 1949 | 350.000  | 350.000  | 100      | 207       | 90              | 297             | 1.178                 |         | 120        | 425        | 133        |
| 1958 | 333.468  | 335.468  | 99,4     | 190       | 94              | 284             | 1.174                 | 1       | 142        | 491        | 133        |
| 1970 | 292.000  | 294.030  | 99,3     | 180       | 102             | 282             | 1.035                 |         | 127        | 578        | 141        |
| 1980 | 290.029  | 296.029  | 98,2     | 171       | 99              | 270             | 1.076                 | 6       | 122        | 420        | 156        |
| 1990 | 311.500  | 316.500  | 98,4     | 158       | 87              | 245             | 1.271                 | 6       | 113        | 391        | 158        |
| 1999 | 316.000  | 321.162  | 98,4     | 159       | 76              | 235             | 1.344                 | 6       | 87         | 364        | 158        |
| 2000 | 313.935  | 315.865  | 99,4     | 167       | 81              | 248             | 1.265                 | 5       | 96         | 370        | 158        |
| 2001 | 313.855  | 315.865  | 99,4     | 166       | 85              | 251             | 1.250                 | 15      | 107        | 373        | 158        |
| 2002 | 313.855  | 315.875  | 99,4     | 155       | 80              | 235             | 1.335                 | 14      | 93         | 401        | 158        |
| 2003 | 310.350  | 314.800  | 98,6     | 151       | 79              | 230             | 1.349                 | 14      | 92         | 401        | 158        |
| 2004 | 308.600  | 313.500  | 98,4     | 146       | 80              | 226             | 1.365                 | 14      | 96         | 400        | 158        |
| 2006 | 305.882  | 312.982  | 97,7     | 148       | 75              | 223             | 1.371                 | 17      | 93         | 370        | 157        |